# Oak Hill, Ohio
Oak Hill là một làng thuộc quận Jackson, tiểu bang Ohio, Hoa Kỳ. Năm 2010, dân số của làng này là 1551 người.

## Dân số
- Dân số năm 2000: 1685 người.
- Dân số năm 2010: 1551 người.